# Luigi Bertolli

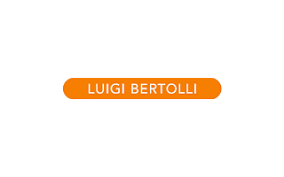

Luigi Bertolli é uma rede brasileira de lojas de vestuário.

## A marca
Com sede na cidade de São Paulo, a Luigi Bertolli foi fundada em 1985. A marca desenvolve coleções para todas as idades e gostos, desde vestuário, calçados a acessórios.

## Lojas físicas
A rede reúne 41 lojas próprias com ambientes elegantes e amplos, localizadas em shoppings de regiões nobres de São Paulo, Jundiaí, Campinas, Santos, Florianópolis, Ribeirão Preto, Porto Alegre, Curitiba, Brasília, Belo Horizonte, Salvador, Natal, Aracaju, Recife e Fortaleza. As lojas recebem produtos semanalmente e acordo com o perfil do consumidor de cada região.

## Loja virtual
Fundada em 1985, a rede, que faz parte do grupo empresarial GEP, reúne 41 lojas próprias, localizadas em São Paulo, Jundiaí, Campinas, Florianópolis, Ribeirão Preto, Porto Alegre, Curitiba, Brasília, Belo Horizonte, Salvador, Natal, Aracaju, Recife e Fortaleza.